# Alrich Nicolas
Alrich Nicolas (* 1956) ist ein haitianischer Diplomat und Politiker.

## Biografie
Nicolas emigrierte während der Diktatur von Jean-Claude Duvalier nach Deutschland und absolvierte in den 1980er Jahren ein Studium der Soziologie und Volkswirtschaft, das er 1995 mit einer Promotion zum Dr. rer. pol. an der Freien Universität Berlin abschloss. Anschließend wurde er Dozent am Lateinamerika-Institut der FU Berlin und später Gastprofessor in Costa Rica. Daneben ist er auch als Völkerkundler tätig und verfasste auch Abhandlungen über Voodoo.
1996 wurde er während der Regierung von Präsident Jean-Bertrand Aristide nach Haiti zurückgerufen und dort zunächst Berater des Kulturministers. Noch 1996 wurde er zum Botschafter in der Bundesrepublik Deutschland ernannt und hatte dieses Amt bis 2005 inne.
Am 25. August 2008 wurde er von Präsident René Préval zum Außenminister im Kabinett von Premierministerin Michèle Pierre-Louis ernannt. Daneben war er aufgrund seiner Fachkenntnis auch Minister für Kulte. Während eines Besuchs in Kuba schloss er im Mai 2009 mit der kubanischen Justizministerin María Esther Reus Gonzalez ein Anti-Drogen-Abkommen. Im November 2009 wurde er von Marie-Michèle Rey abgelöst.

## Veröffentlichungen
- "Wirtschaftskrise und Ende des Caudillismo in der Dominikanischen Republik, in: Die Wilden und die Barbarei. Jahrbuch Lateinamerika. Analysen und Berichte Band 16, 1992, ISBN 3-89473-333-0
- "Geldverfassung und Entwicklung in Lateinamerika", Dissertation April 1995, ISBN 3-89518-041-6
- "Lateinamerika zwischen Berlin und Brandenburg", in: Gregor Wolff (Hrsg.): "Die Berliner und Brandenburger Lateinamerikaforschung in Geschichte und Gegenwart. Personen und Institutionen", 2000, ISBN 978-3-932089-77-0
- "Die Kosmogonie des Voudou und seine Lwas", 2003
- "Lateinamerika als Passion : Ökonomie zwischen den Kulturen", Interview mit Prof. Dr. Manfred Nitsch, 2005